# Desa Warungdoyong
Desa Warungdoyong är en administrativ by i Indonesien.   Den ligger i provinsen Jawa Barat, i den västra delen av landet, 70 km sydost om huvudstaden Jakarta. Desa Warungdoyong ligger vid sjön Waduk Cirata.